# Nigel Quashie
Nigel Francis Quashie (ur. 20 lipca 1978 roku w Londynie) – piłkarz urodzony w Anglii występujący na pozycji pomocnika w Queens Park Rangers.

## Kariera klubowa
Swoją piłkarską karierę zaczynał w drużynie Queens Park Rangers F.C. W Premiership zadebiutował w 1995 roku. Wtedy jego ekipa przegrała 1-2 z Manchesterem City. W 1997 roku Nigel Quashie zaczął regularnie występować w pierwszym składzie. Dzięki dobrej postawie na boisku został powołany do młodzieżowej reprezentacji Anglii. Ogólnie w barwach Queens Park Rangers F.C. rozegrał 58 spotkań i strzelił 3 bramki. W sezonie 1998-1999 Quashie został sprzedany za 2,5 miliona funtów do Nottingham Forest F.C. Nowej drużynie nie udało się utrzymać w elicie. Quashie w 43 meczach strzelił 2 gole i za 600 tysięcy funtów przeszedł do Portsmouth FC. Z nową drużyną wywalczył awans do Premiership a sezon później jako beniaminek, ekipa zajęła 13. miejsce. Gra w młodzieżowej reprezentacji Anglii nie przeszkadzała, żeby Quashie mógł reprezentować barwy Szkocji. Dostał powołanie od szkoleniowca Bertiego Vogtsa. W reprezentacji Szkocji zadebiutował w meczu przeciwko Estonii. W kolejnym spotkaniu strzelił swoją pierwszą i jak na razie jedyną bramkę dla swojej reprezentacji. Szkoci wygrali wtedy 4-1 z Trynidadem i Tobago. Jak na razie Quashie wystąpił w barwach swojej reprezentacji 14 razy. Po rozegraniu 148 spotkań i zdobyciu 13 bramek dla Portsmouth FC, po pięciu latach gry w tej drużynie przeszedł za 2,1 miliona funtów do Southampton F.C.
Quashie reprezentował barwy Southamptonu 37 razy, strzelił 5 bramek. Zespół spadł z 1 ligi i po roku gry dla drużyny "świętych" przeniósł się do West Bromwich Albion. Rok później Quashie, za namową Alana Curbishleya – szkoleniowca West Ham United zasilił tę drużynę za sumę 1,5 milionów funtów. 20 października 2008 roku został wypożyczony do Birmingham City. Zadebiutował tam 21 października w wygranym 1:0 pojedynku z Crystal Palace. 23 grudnia okres jego wypożyczenia został przedłużony o następny miesiąc. W styczniu 2009 roku Alex McLeish postanowił zakończyć jego wypożyczenie i Quashie powrócił do West Hamu. 22 stycznia Quashie został wypożyczony ponownie, tym razem trafił do Wolverhampton Wanderers. W nowym zespole zadebiutował 27 stycznia w ligowym spotkaniu z Reading. W drużynie Wilków Quashie rozegrał jeszcze dwa spotkania, po czym, po zakończeniu sezonu wrócił do Londynu. 23 listopada 2009 roku ponownie został wypożyczony, tym razem do Milton Keynes Dons. Rozegrał tam 7 spotkań, a 22 stycznia 2010 roku powrócił do Queens Park Rangers

## Kariera reprezentacyjna
Mimo tego, że pochodzi z Anglii to w latach 2004-2006 zaliczył 14 występów w reprezentantcji Szkocji. Wcześniej zagrał w pięciu meczach reprezentacji Anglii U-21 i kadry B tego kraju.